# UClibc
Indenfor datalogi er uClibc et lille C standard programbibliotek hvis formål er anvendelse til Linux egnet til indlejrede systemer. uClibc blev skabt til at understøtte uClinux, som er en version af Linux der ikke kræver en memory management unit og derfor er egnet til microcontrollere (uCs; the "u" er en romanisering af μ for "mikro").
Projektlederen er Erik Andersen. Den anden hovedvedligeholder er Manuel Novoa III. uClibc er licenseret under GNU Lesser General Public License, uClibc er fri software.